# Attention bandits!
Attention bandits! is een Franse dramafilm uit 1986 onder regie van Claude Lelouch.

## Verhaal
Een crimineel komt in de cel terecht, wanneer zijn dochter pas elf jaar oud is. Als hij tien jaar later vrijkomt, zoekt hij haar op. Hij ontdekt dat een van de misdadigers, waardoor hij in de gevangenis is beland, intussen verliefd is op haar.

## Rolverdeling
| Acteur                | Personage                    |
| --------------------- | ---------------------------- |
| Jean Yanne            | Simon Verini                 |
| Marie-Sophie L.       | Marie-Sophie                 |
| Patrick Bruel         | Julien Bastide               |
| Charles Gérard        | Tonton Charlot               |
| Corinne Marchand      | Manuchka                     |
| Hélène Surgère        | Directrice van de instelling |
| Edwige Navarro        | Marie-Sophie (als kind)      |
| Françoise Bette       |                              |
| Jean-Claude Bourbault |                              |
| Christine Barbelivien | Françoise Verini             |
| Jean-Michel Dupuis    |                              |
| Olivier Cruveiller    |                              |
| Xavier Maly           |                              |
| Anouchka              |                              |
| Gunilla Karlzen       |                              |